# Ransbach-Baumbach
Ransbach-Baumbach est une ville et chef-lieu du Verbandsgemeinde de Ransbach-Baumbach, dans l'arrondissement de Westerwald, en Rhénanie-Palatinat, dans l'ouest de l'Allemagne. Située dans les collines du Westerwald, la ville se trouve à 10 km au nord-ouest de Montabaur et à 15 km au nord-est de Coblence.

## Jumelage
- Pleurtuit (France) depuis 1985
- Rukoma (Rwanda) depuis 2005